# Войсько (Козє)
Войсько (словен. Vojsko) — поселення в общині Козє, Савинський регіон, Словенія. Висота над рівнем моря: 345 м. 